# Al-Kiswa

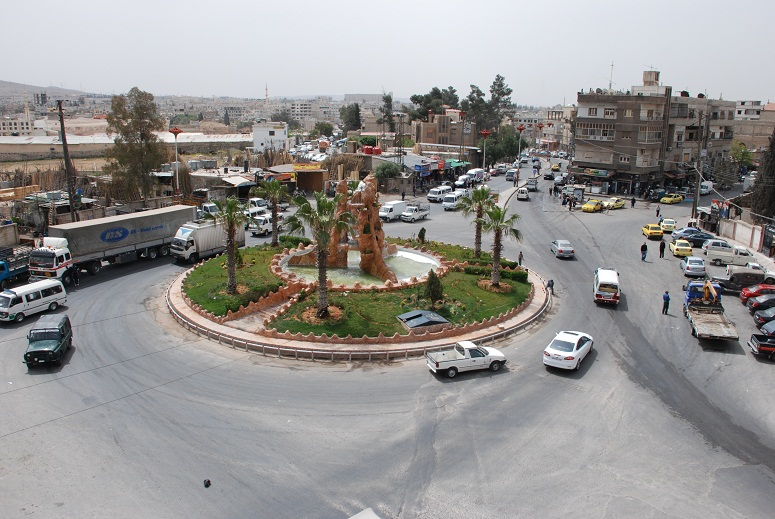
al-Kiswa

al-Kiswa (arabisch الكسوة, DMG al-Kiswa, auch Kissoué, Kiswe, Al-Kiswah oder Alkiswa geschrieben) ist eine Stadt im syrischen Gouvernement Rif Dimaschq. Das Dorf liegt etwa 13 Kilometer südlich von Damaskus.
Der Ort war insgesamt fünf Mal in den Jahren von 634 bis 1390 Schauplatz großer Schlachten, die jeweils als "Schlacht von Mardsch as-Saffar" in die Geschichte eingingen. Zwischen 1894 und 1914 bediente die Hauranbahn den Bahnhof der Stadt. Von der Hedschasbahn sind heute noch Geleise betriebsfähig, wobei planmäßig nur noch wenige Züge verkehren.
Administrativ gehört al-Kiswa zum Distrikt Markaz Rif Dimaschq. Sie ist mit über 43.000 Einwohnern eine der bevölkerungsreichsten Städte des Kreises.